# Breezly och Sneezly
Breezly och Sneezly (ori. Breezly & Sneezly) är en serie av 60 amerikanska animerade kortfilmer producerade av Hanna Barbera (1964-1965).

## Avsnitt
1. No Place Like Home
2. All Riot On The Northern Front
3. Missile Fizzle
4. Mass Masquerade
5. Furry Furlough
6. Bruin Ruin
7. Freezing Fleas
8. Lonely Ladles
9. Stars & Gripes
10. Armored Armour
11. As The Snow Flies
12. Snow Biz
13. Unseen Trouble
14. Nervous In The Service
15. Birthday Bonanza
16. Wacky Waikiki
17. General Nuisance
18. Rookie Wrecker
19. Noodick Of The North
20. The Fastest Bear In The North
21. Snow Time Show Time
22. Goat A Go Go
23. Spy In The Ointment
24. All Ill Wind